# در مه بخوان
در مه بخوان نمایشنامه‌ای است از اکبر رادی. دهی در گیلان و عمارتی اربابی که نقداً خانه‌ی معلم است. تجمّعِ چند معلم جوان که دوران خدمتِ پنج ساله‌شان را می‌گذرانند.

## خلاصه داستان
تابلوی اول: هر کس به‌گونه‌ای گذرانِ وقت می‌کند که انسیه برای بردن رخت‌های کثیف معلم‌ها می‌آید اما مخالفت خان‌بابا سرایدار مدرسه، باعث اعتراضِ احمد خنده به او و درگیری میان آن‌ها می‌شود. معلم‌ها از انسیه می‌خواهند تا از باغشان برای آن‌ها میوهٔ تازه بیاورد. ناصر که آن باغ کوچک را تنها سرمایهٔ خانوادهٔ انسیه می‌داند، پول میوه‌ها را پرداخت می‌کند. هوشنگ از موقعیت ریاست خود سوءاستفاده کرده و در عوضِ مسئولیت کتابخانه که فعلاً در اختیارِ خنده است، از ناصر می‌خواهد تا نامه‌ای از طرف او به انسیه بدهد. ناصر که معلم انسیه است، نمی‌پذیرد.
تابلوی دوم: معلم‌ها، مجلس عیشی ترتیب داده‌اند که ناصر در آن حضور ندارد. ناصر به کتاب‌های انتخابی خنده که از روی جلد و قطر انتخاب شده، اعتراض می‌کند که به دردِ بچه‌دهاتی‌ها نمی‌خورد. هوشنگ برای این‌که خان‌بابا را راضی کند تا برایشان سیگار بخرد، بازی عکس‌انداختنی به راه می‌اندازد اما خان‌بابا به احترام لباس نظامی‌ای که پوشیده، به آن‌ها می‌گوید که تا یک هفته کار نخواهد کرد. هوشنگ، گردن‌بندی به انسیه هدیه داده و از او می‌خواهد لبِ مرداب، زیر درخت لیمو منتظرش باشد. ناصر از رؤیایش برای انسیه حرف می‌زند. رؤیایی که انسیه در آن حضور دارد. موقع رفتن، نامه‌ای از جیب انسیه می‌افتد. ناصر نامه را می‌خواند. انسیه در نامه ابراز عشق کرده است.
تابلوی سوم: هوشنگ به فرجام، دکترِ ده، می‌گوید که قصد دارد آن‌قدر ناصر را اذیت کند، تا خودش تقاضای انتقالش به مرکز را بدهد. اما زمانی که لویی، عصبانی از دستِ آزارهای هوشنگ و نوچه‌اش محمدعلی، تفنگ شکاری خود را به سمت هوشنگ نشانه می‌رود، ناصر مانع می‌شود. آن‌گاه ناصر و هوشنگ می‌روند. ناصر می‌رود تا کتاب‌ها را بین بچّه‌های دِه پخش کند و هوشنگ می‌رود پای مرداب. محمدعلی، علت عصبانیتِ لویی را عقدهٔ شکار می‌داند که در این مدت نتوانسته شکاری بزند. آن‌گاه گوشتینی، لویی را برای شکار می‌برد. مشدی‌منوچ پدرِ انسیه که قضیهٔ گردن‌بند را فهمیده، عصبانی و معترض به مدرسه می‌آید. خنده، مشدی‌منوچ را تحقیر کرده و او را مجبور می‌کند، چهاردست‌وپا دورِ میز بگردد. ناصر وارد شده و مانع می‌شود. خنده از مشدی می‌خواهد، برایشان چند تا لیمو از باغ بیاورد. ناصر با حالی منقلب، مشدی را با خود می‌برد. لویی و گوشتینی، سرمست از موفقیت، با اردک کشته‌ای وارد می‌شوند. شکار را به خان‌بابا می‌سپارند تا برایشان کباب کند. هوشنگ و مشدی‌منوچ در مدرسه با هم برخورد می‌کنند. مشدی‌منوچ عینک هوشنگ را که زیرِ درخت لیمو یافته است، به او می‌دهد. هوشنگ از او می‌خواهد که نیمرو درست کند. خان‌بابا، بازمی‌گردد و درِ آبدارخانه را که باز می‌کند، جسدِ مشدی‌منوچ را می‌بیند که از سقف آویزان است. انسیه آشفته وارد می‌شود و به خان‌بابا می‌گوید که اردک شکار، مالِ آن‌ها بوده.
تابلوی چهارم: هر کدام از معلم‌ها با یادی از این پنج سال خدمتشان در حالِ خداحافظی هستند. هوشنگ به بهانه‌ای، انسیه را که برایشان کلوچه آورده، بیرون می‌کند. ناصر، عکسی یادگاری از آن‌ها می‌گیرد. با پنچرکردنِ چرخ ناصر، او را مجبور به ماندن می‌کنند. ناصر با هوشنگ بحث می‌کند. همگی سعی دارند ناصر را اذیت کنند. فرجام، کتاب ناصر را که از رشت خریده (آه، مشدی منوچ!) به ناصر نشان می‌دهد و از تعلّقِ خاطر او به انسیه می‌پرسد. او ناصر را از خطری که در پیش دارد آگاه می‌کند. ناصر که نمی‌خواهد صحنهٔ مبارزه را خالی کند، تصمیم می‌گیرد بماند. همه می‌روند جز ناصر. هوشنگ، انسیه را از خود می‌راند. انسیه بی‌پناه، پشتِ ناصر می‌گرید.